# هرهن (لوئیزیانا)
هرهن (به انگلیسی: Harahan) شهری در ایالت لوئیزیانا کشور ایالات متحده آمریکا است که جمعیت آن در سرشماری سال ۲۰۱۰ میلادی، ۹٬۲۷۷ نفر بوده‌است.